# Mazuca elegantissima
Mazuca elegantissima là một loài bướm đêm trong họ Noctuidae.